# Rašljani
Rašljani är ett samhälle i Bosnien och Hercegovina.   Det ligger i distriktet Brčko, i den nordöstra delen av landet, 100 km norr om huvudstaden Sarajevo. Rašljani ligger 267 meter över havet och antalet invånare är 1 155.
Terrängen runt Rašljani är kuperad söderut, men norrut är den platt. Terrängen runt Rašljani sluttar norrut. Närmaste större samhälle är Srebrenik, 10,2 km sydväst om Rašljani. 
Omgivningarna runt Rašljani är en mosaik av jordbruksmark och naturlig växtlighet. Runt Rašljani är det ganska tätbefolkat, med 93 invånare per kvadratkilometer.